# Acalypha costaricensis
Acalypha costaricensis là một loài thực vật có hoa trong họ Đại kích. Loài này được (Kuntze) Knobl. mô tả khoa học đầu tiên năm 1894.